# ديفيد هوبل
ديفيد هوبل (بالإنجليزية: David H. Hubel)‏ هو عالم في مجال الفزيولوجيا العصبية كما أنه أستاذ جون إندرز في علم الأعصاب، فخري، في كلية الطب بجامعة هارفارد (و. 27 فبراير 1926- ت. 22 سبتمبر 2013). حاز على جائزة نوبل في الطب عام 1981 مناصفة مع تورستن فيزل لاكتشافاتهم المتعلقة معالجة المعلومات في النظام البصري؛ تقاسم معهم الجائزة روجر سبيري لابحاثه المستقلة على نصفي الدماغ. في عام 1978 مُنح هوبل وفيزل جائزة لويزا غروس هورويتز من جامعة كولومبيا.

## الحياة المهنية
في عام 1954، انتقل هوبل إلى الولايات المتحدة للعمل في مدرسة الطب جامعة جونز هوبكنز كمقيم مساعد في طب الأعصاب. جُند لاحقًا من قبل الجيش وخدم في مؤسسة والتر ريد العسكرية للبحوث. هناك، بدأ بعملية تسجيل القشرة البصرية الأولية للقطط النائمة والمستيقظة. في مؤسسة والتر ريد، اخترع القطب الكهربائي المعدني الحديث من طلاء اللك نوع ستونر-سمدج والتنغستن، والمحرك الهيدروليكي الصغير الحديث الذي توجب عليه تعلم المهارات الميكانيكية الأساسية لإنتاجه. في عام 1958، انتقل هوبل إلى جونز هوبكنز وبدأ تعاونه مع فيزل، واكتشف انتقائية التوجه والتنظيم العمودي في القشرة البصرية. بعد عام واحد، انضم إلى هيئة التدريس في جامعة هارفارد. في عام 1981، أصبح هوبل عضوًا مؤسسًا للمجلس الثقافي العالمي. ترأس بين عامي 1988 و1989 جمعية علم الأعصاب.

## البحث العلمي
وسعت تجارب هوبل وفيزل بشكل كبير المعرفة العلمية للمعالجة الحسية. استمرت شراكتهما لأكثر من عشرين عامًا وأصبحت تُعرف بكونها واحدة من أبرز الشراكات البحثية في مجال العلوم. في إحدى التجارب عام 1959، أدخلا قطبًا كهربائيًا دقيقًا في القشرة البصرية الأولية لقطط مخدرة. ثم أسقطا أنماط من الضوء والظلام على شاشة أمام القطة. ووجدوا أن بعض العصبونات تتنشط بسرعة عند عرض خطوط بزاوية واحدة، بينما تستجيب عصبونات أخرى بشكل أفضل بزاوية أخرى. استجابت بعض هذه العصبونات لأنماط الضوء والأنماط المظلمة بشكل مختلف. أطلق هوبل وفيزل على هذه العصبونات اسم الخلايا البسيطة. ومع ذلك فإن العصبونات الأخرى، التي أسموها الخلايا المعقدة، استطاعت تمييز الحواف بغض النظر عن مكانها في الحقل البصري وأمكنها بصورة تفضيلية تمييز الحركة في اتجاهات معينة. أظهرت هذه الدراسات كيف يبني النظام البصري تمثيلات معقدة للمعلومات المرئية انطلاقًا من سمات التحفيز البسيطة.
نال هوبل وفيزل جائزة نوبل لمساهمتين رئيسيتين: أولًا، عملهما المتعلق بتطور النظام البصري، والذي تضمن وصفًا لأعمدة الهيمنة البصرية في الستينيات والسبعينيات؛ وثانيًا، عملهما على تأسيس علم الفيزيولوجيا العصبية البصرية، ووصف كيفية معالجة الإشارات الواردة من العين بواسطة الحزم البصرية في القشرة المخية الجديدة لتوليد كاشفات الحواف، وكاشفات الحركة، وكاشفات العمق التجسيمي، وكاشفات الألوان، وهي اللبنات الأساسية للمشهد البصري. من خلال حرمان القطط من استخدام عين واحدة، أظهرا أن الأعمدة في القشرة البصرية الأولية التي تتلقى مدخلات من العين الأخرى قد استولت على المناطق التي عادة ما تتلقى المدخلات من العين المحرومة. كان لهذا آثار مهمة على فهم غمش الحرمان، وهو نوع من فقدان البصر بسبب الحرمان البصري بجهة واحدة خلال ما يسمى بالفترة الحرجة. لم تطور هذه القطط أيضًا باحات تتلقى مدخلات من كلتا العينين، وهي ميزة ضرورية للرؤية الثنائية. أظهرت تجارب هوبل وفيزل أن هيمنة العين تتطور بشكل غير عكوس في وقت مبكر من الطفولة. فتحت هذه الدراسات الباب لفهم وعلاج الساد والحول في مرحلة الطفولة. كانت مهمة أيضًا في دراسة اللدونة القشرية.
علاوة على ذلك، كان فهم المعالجة الحسية في الحيوانات بمثابة مصدر إلهام لواصف خوارزمية تحويل صفة صورة غير مرتبط بمقياس (إس آي إف تي) (لو، 1999) وهي سمة محلية مستخدمة في الرؤية الحاسوبية لمهام مثل تمييز الأشياء والمطابقة على نطاق واسع وما إلى ذلك. يمكن القول إن واصف (إس آي إف تي) هو نوع السمات الأكثر استخدامًا لهذه المهام. انتُخب هوبل زميلًا في الجمعية الملكية في عام 1982.

## الحياة الشخصية
تزوج هوبل من روث إيزارد عام 1953 التي توفيت في 17 فبراير 2013. كان للزوجين ثلاثة أبناء وأربعة أحفاد. توفي هوبل في لينكولن بولاية ماساتشوستس نتيجة فشل كلوي في 22 سبتمبر 2013 عن عمر ناهز 87 عامًا.

## روابط خارجية
- ديفيد هوبل على موقع الموسوعة البريطانية (الإنجليزية)
- ديفيد هوبل على موقع مونزينجر (الألمانية)
- ديفيد هوبل على موقع إن إن دي بي (الإنجليزية)